# Gymnoscelis callichlora
Gymnoscelis callichlora är en fjärilsart som beskrevs av Turner 1907. Gymnoscelis callichlora ingår i släktet Gymnoscelis och familjen mätare. Inga underarter finns listade i Catalogue of Life.